# Now I’m Here
A Now I’m Here a hatodik dal a brit Queen rockegyüttes 1974-es Sheer Heart Attack albumáról. A szerzője Brian May gitáros volt. A gitáros az együttes első amerikai turnéján (a Mott the Hoople előzenekaraként) egy Dungeon nevű szórakozóhelyen találkozott egy Peaches nevű lánnyal – a dal nagyjából ezt, és a közös turné élményeit meséli el, szó szerint említve a lányt és a Hoople-t is. A turnét végül May hirtelen megbetegedése miatt kellett félbeszakítani. Miközben az együttes Londonban stúdiózott, addig a gitáros a kórházban lábadozott, és depresszióba esett: félt, hogy visszahúzza a zenekart, és hogy a többiek megválnak tőle. A kórházban töltött idő alatt írta meg többek közt ezt a dalt is, amelyet a felgyógyulása után rögzítettek. A dal 4/4-es ütemű, D dúrban íródott, és viszonylag gyors, percenként 140-es a ritmusa.
A fiatal Gary Langan segédkezett a felvételeknél, aki akkoriban a Sarm East Studiosban dolgozott hangmérnökasszisztensként. Elmondása szerint „a visszhangos, felelgetős énektéma úgy készült, hogy különböző sebességekre beállítva öt magnó szólt egyszerre, melyek hangja betöltötte az egész termet.” A felvételen May zongorázott, Mercury pedig orgonán játszott. Bizonyos helyen úgy manipulálták a gitárhangzást, hogy a szalagos felvevőt lelassították, majd a felvett hangot normál sebességgel rögzítették, így akár egy oktávval magasabb hangot tudtak elérni. A gitárjáték nagyon hasonlított Chuck Berry stílusára, erre is céloz a dal végén a „Go, go, go, little queenie!” rész, utalva Berry „Little Queenie” című dalára.
1975. január 17-én kislemezen is megjelent, a barátságos, humoros „Killer Queen” ellenpontjaként. Az erőtejes hangzása miatt nem válhatott rádióslágerré, mégis a tizenegyedik helyet érte el az angol slágerlistán. A kritikusok jól fogadták, az NME az album egyik legjobb dalának tartotta, a Melody Maker szerint „merészebb és egyszerűbb az előző kislemezeiknél […] erősen stilizált, és kissé elcsépelt, a dob és a kórusok kidolgozása teljes mértékben a Tommyt idézi”. Donald A. Guarisco az AllMusic oldalán dicsérte a dalt: „nagyfeszültségű dal […] magányos, zakatoló gitárriffel, ami aztán tekerős rockban folytatódik, megfűszerezve a Queen kórusszerű énekharmóniáival, és szélvész erősségű gitárjátékkal a megfelelő pontokon". 2005 márciusában a Q magazin „minden idők 100 legjobb gitárdala” listáján a 33. helyre került.
A dal élőben 1974. október 31-én debütált Manchesterben. Az együttes fennállása során pár kivételtől eltekintve szinte minden koncertjükön előadták, beleértve a legutolsó, 1986-os előadásukat is. Jelentősen megváltoztatva adták elő élőben, énekes és hangszere improvizációkkal bővítették, majd az 1980-as években több darabra oszották, és összességében majd 15 percesre nyújtották. 1984-től kezdve újra rövidebb változatban adták elő. Felkerült az 1979-es Live Killers, 1986-os Live Magic, valamint 1992-es Live at Wembley ’86 koncertalbumokra, valamint az együttes legtöbb koncertfilmjére. Az 1992-es Freddie Mercury emlékkoncerten a Queen megmaradt tagjai a Def Leppard társaságában adták elő. May az 1992-1993-as szólóturnéján is játszotta, egy alkalommal történetesen Paul Rodgers, Joe Satriani és Steve Vai közreműködésével – de a Queen + Paul Rodgers turnékon nem adták elő. A dal legutolsó élő előadásán May és Roger Taylor, a Queen dobosa a Foo Fightersszel adta elő 1999. november 25-én.

## Közreműködők
- Ének: Freddie Mercury
- Háttérvokál: Freddie Mercury, Brian May, Roger Taylor

Hangszerek:
- Roger Taylor: dob
- John Deacon: basszusgitár
- Brian May: elektromos gitár, zongora
- Freddie Mercury: orgona

## Kiadás és helyezések
Helyezések
| Év   | Ország                | Helyezés |
| ---- | --------------------- | -------- |
| 1974 | Brit kislemezlista    | 11       |
| 1974 | Ír slágerlista        | 14       |
| 1974 | Német kislemezlista   | 25       |
| 1974 | Holland kislemezlista | 29       |

7" kislemez (EMI 2256, Anglia)
1. Now I'm Here – 4:10
2. Lily of the Valley – 1:43